# 黑山社会民主党
黑山社会民主党是黑山的一个社会民主主义政党。成立于1993年6月12日，政治立场为中间偏左，现任领袖是兰科·克里沃卡皮奇，总部位于波德戈里察，还是社会党国际、进步联盟以及欧洲社会党的准成员党。